# Konfucianizmus Koreában

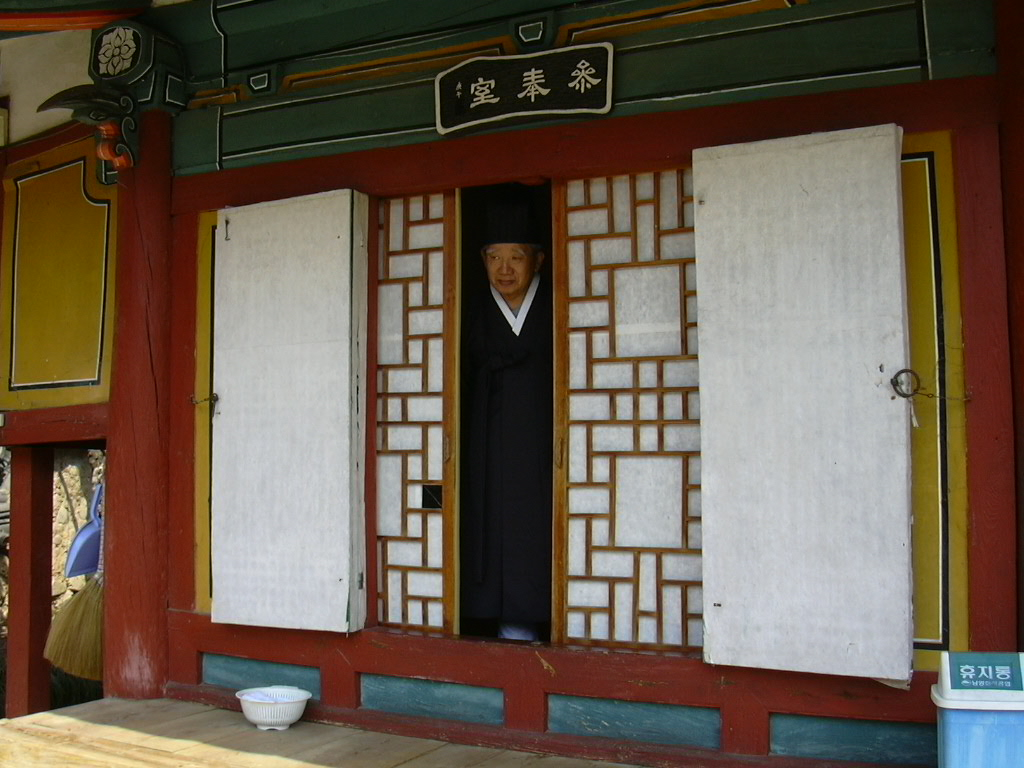
Konfuciánus tudós Kjongdzsuban.

A koreai konfucianizmus  (hangul: 유교, jugjo, handzsa: 儒敎, RR: Yugyo) a Kínából a származó, Konfuciusz által létrehozott filozófia- és eszmerendszer koreai változata. Ezen irányzat elsősorban az erkölcsre, a személyek közötti etikára és az udvariasság művelésére összpontosít. Célja egy harmonikus állam kiépítése, ahol az erkölcs uralkodik. Néhány vélemény szerint a rítusai miatt vallásnak is tekinthető, ám ezt sokan elvetik.
A konfuciánus gondolatoknak, a társadalmi- és kormányzati rendszernek hosszú története van Koreában. A konfucianizmus hatása sok évszázadon át folyamatos volt, de nem mindent átható. Azonban a 14. és 15. század környékén a kormányzatra és a társadalomra gyakorolt hatása egyre meghatározóbb erejű lett, különösen a 16. századtól, amikor is a konfucianizmus uralta a félsziget gondolkodásmódját és a filozófiáját is.

## Története

### Lölang (i.e.108-i.sz. 313)
Korea területén az első konfuciánus klasszikusok a han kínaiak által vezetett Lölang avagy Nangnang-gun (hangul: 낙랑군, handzsa: 樂浪郡) gyarmati területein fedezhetőek fel. Bár abból az időből nem sok dokumentum maradt fenn, azonban találtak néhány konfuciánus szöveget és tárgyi emléket.
A Lelangban talált leletek közül a leghíresebb a „Festett Kosár”, amelyet egy első század körüli kínai tisztviselő sírjában fedeztek fel. A kosáron sok festett alak látható, amelyek egy gyermeki áhítat történetét mesélik el. Bár maga a kosár valószínűleg Kínából (Szecsuan vagy Su környékéről) származik, sokat elmond azokról, akik használták.
Ekkortájt a konfucianizmus inkább csak az ott élő kínai tisztviselők körében volt ismert, arról pedig még nincs elég adat, hogy a koreaiak ismerték-e, vagy gyakorolták-e Lölang idején.

### Három-királyság kora (Silla, Kogurjó, Pekcse)
A maradványok és a megmaradt hivatkozások arra utalnak, hogy a lelangi kultúra egyes elemei hatást gyakoroltak az egész félszigetre, nemcsak a lelangi időszak alatt, hanem utána is.
Silla (hangul: 신라, handzsa: 新羅, RR: Silla; i.e. 57-i.sz. 668) idején a konfucianizmus, a buddhizmus és a taoizmus lassan hatoltak be az országba. Silla első uralkodói egészen az 5. századig nagyon közeli kapcsolatban álltak a sámánizmussal, emiatt elvetették az új vallások, s filozófiák beáramlását az országba. Azonban az 5. század után gyorsan kezdtek el terjedni az új gondolatok. A feljegyzések szerint Csindok királynő (hangul: 진덕여왕, handzsa: 眞德女王, RR: Jindeok yeowang; 647-654) regnálása alatt már tanították a kínai klasszikusokat Sillában, azonban a kormányzatra elsősorban a buddhizmus hatott. Az Egyesült Silla idején viszont már királyi konfuciánus akadémiákat létrehoztak.
Kogurjóban (hangul: 고구려, handzsa: 高句麗, RR: Goguryeo; i.e. 37-i.sz. 668) Szoszurim király (hangul: 소수림왕, handzsa: 小獸林王, RR: Sosurim wang; 371-384) volt az, aki a buddhizmus mellett sokat tett a konfuciánus gondolatok elterjedéséért. A Szamguk szagi (hangul: 삼국사기, handzsa: 三國史記, RR: Samguk sagi; 1145) leírása alapján a király 372-ben megalapított egy konfuciánus akadémiát, ahol a nemes ifjak tanulhattak. Később, Kvanggetho király (hangul: 광개토왕, handzsa: 廣開土王, RR: Gwanggaeto-wang; 391-413), aki kiterjesztette Kogurjó területeit, egy sztélére ráíratta kínai írásjegyekkel az elért eredményeit, mely mutatja a konfucianizmus hatását a vezetésre és az etikára nézve is.
Pekcse (hangul: 백제, handzsa: 百濟, RR: Baekje; i.e. 18-i.sz. 660) hatalmas szerepet játszott a konfucianizmus kulturális elterjedésében. Az állam elsősorban híres a kulturális eredményeiről, illetve arról, hogy segített a japán buddhizmus kialakulásában, ám ezeken túl a Nihonsoki (日本書紀; Hepburn: Nihonshoki; 720) leírása szerint Pekcse királya egy Adzsikki (hangul: 아직기, nyugaton: Ajikki; handzsa/kandzsi: 阿直岐, Hepburn-átírással: Achiki) nevű tudóst küldött Japánba, ahol a japán császár megkérte őt, hogy küldjön egy híres tudóst a trónörökös taníttatására. Adzsikki Vang Int (hangul: 왕인, nyugaton: Wang In; handzsa/kandzsi: 王仁, Hepburn-átírással: Wani) küldte el, akiről Adzsikki azt mondta, hogy ismerte a konfuciánus klasszikusokat. Vang In Japánba látogatásakor egy 1000 kínai írásjeggyel írt könyvet és Konfuciusz válogatásaiból tíz fejezetet vitt magával a császári udvarba.

### Egyesült Silla (668-918)

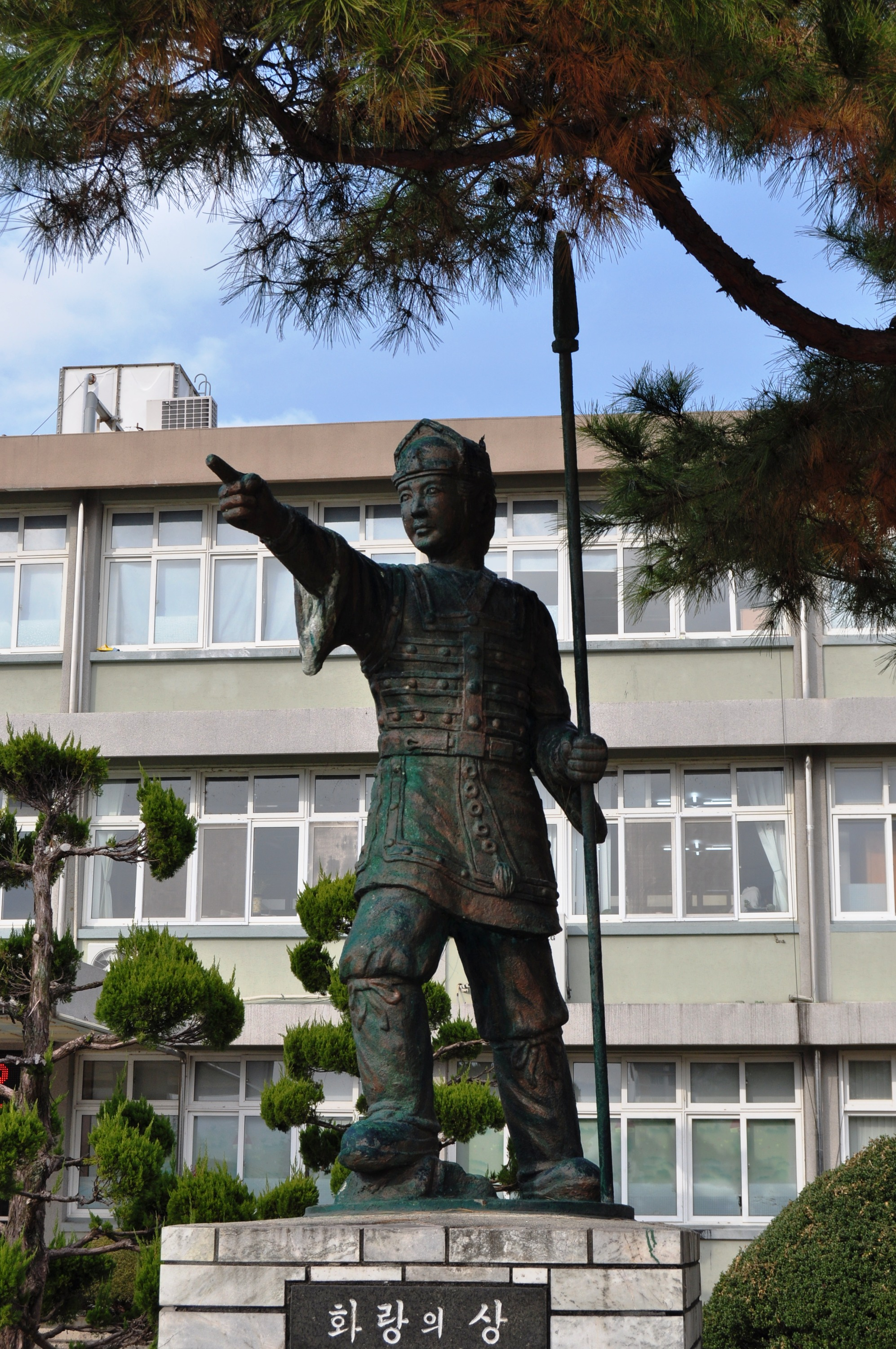
Egy hvarang szobra (Hamjang Középiskola).

Az Egyesült Silla idején létrejött és működő iskolák folyamatosan megosztották egymással gondolataikat, s nyitva álltak egymás számára.
Egy híres példája az ilyen gondolatcserének a hvarang (hangul: 화랑, handzsa: 花郞, RR: hwarang) volt, amely egy Silla idején létrejött elit alakulat, mely virágkorát az Egyesült Silla időkben élte, s nagy hatást gyakorolt a későbbi korokra. Az oktatás különlegessége az volt, hogy buddhista, konfuciánus és taoista alapokon nyugodott, e három harmóniában volt egymással és az erősebb pontjaikat kiemelve tanították őket. Az irányt adó alapelveket 612-ben Vongvang (hangul: 원광, handzsa: 圓光, RR: Won Gwang; 542-640) buddhista szerzetes fektette le. Az ifjak tanulás mellett katonai szolgálatra is készültek, magasan képzett harcművészek voltak, ám ezeken kívül verseket írtak és énekeltek is.
Ezt az időszakot Cshö Cshivon (hangul: 최치원, handzsa: 崔致遠, RR: Choe Chiwon; 857-?) nevű tudós határozta meg. 16 évet töltött Kínában, ahol kutatást végezett és a hivatalos ügyekért felelt. Első kézből fedezte fel a csan buddhizmus (Japánban zen buddhizmus, Koreában pedig szon) emelkedő hatalmát. Miközben Vonhjo (hangul: 원효, handzsa: 元曉, RR: Wonhyo; 617-686) számos buddhista szútrához írt kommentárt, és megoldást keresett a filozófiai és vallási buddhista iskolák közötti konfliktusokra, addig Cshö Cshivon egy még nehezebb feladatba kezdett. A konfucianizmus, a buddhizmus és a taoizmus alaptanításaikig ment el, a magasabb igazság kutatása motiválta, meg akarta mutatni mindegyik erejét az alapítóik, Konfuciusz, Buddha és Lao-ce (kínaiul: 老子, pinjin:Lǎozǐ) szellemiségén keresztül. Akik nem hittek benne, Cshöt csak „ravasz buddhista” és „taoista remetének” nevezték. Valójában azonban ő elsőként Konfuciuszt csodálta, ám szerette Buddhát is, és érzékeny volt a taoizmus spontaneitására.

### Korjo (918–1392)
Korjo (hangul: 고려, handzsa: 高麗, RR: Goryeo) idején a buddhizmus virágzott, ekkor nyomtatták ki a koreai Tripitakát (Tripitaka Koreana; hangul: 팔만 대장경 vagy 고려 대장경; handzsa: 八萬 大藏經 vagy 高麗 大藏經; nyugaton: Palman Daejanggyeong vagy Goryeo Daejanggyeong), s az állam elsőszámú vallása is a buddhizmus volt. Természetesen a konfucianizmus is szerepet játszott az állam életében, de csak felsőbb szinteken.
A konfucianisták a világra összpontosítottak, azzal az akarattal, hogy beleillesszék a konfucianizmust a társadalomba. Megtanulták, hogy vállaljanak felelősséget a kormányzatért és a társadalmi ügyekért. Azonban részesülni kívántak a hatalomból. Ők nem csupán politikai tanácsadói szerepkört akartak betölteni, hanem az egész társadalmat újra szerették volna szervezni.
A konfuciánus gondolatok fejlődése a Korjó időben két időszakra osztható, az egyik 918-tól 1046-ig tartott. Ez az időszak megegyezik Cshö Szungno (hangul: 최승로, handzsa: 崔承老, RR: Choi Seung-ro; 927-989) és Cshö Cshung (hangul: 최충, handzsa: 崔沖, RR: Choe Chung; 984-1068) munkásságának idejével. A második korszak 1047 és 1259 között volt, amely egyenesen a nekonfuciánus gondolatok Koreába kerülésének ideje.
Cshö Szungno az időszak egyik kiemelkedő tudósa, aki beteljesítette Cshö Cshivon által megálmodott intézményi reformokat. Tisztelte a buddhista elveket, de próbálta a konfucianizmust az emberek mindennapi életébe beépíteni.
„A buddhizmus gyakorlói a lelki művelést tartják alapelvnek. A konfucianizmus követői pedig az állam irányítását. A lelki művelés a túlvilág számára becses, de az állam irányítása a jelen feladata. A jelen pedig itt van, míg a túlvilág nagyon messze. Hogy lehet az, hogy nem rossz feláldozni a jelent a messziért?” 

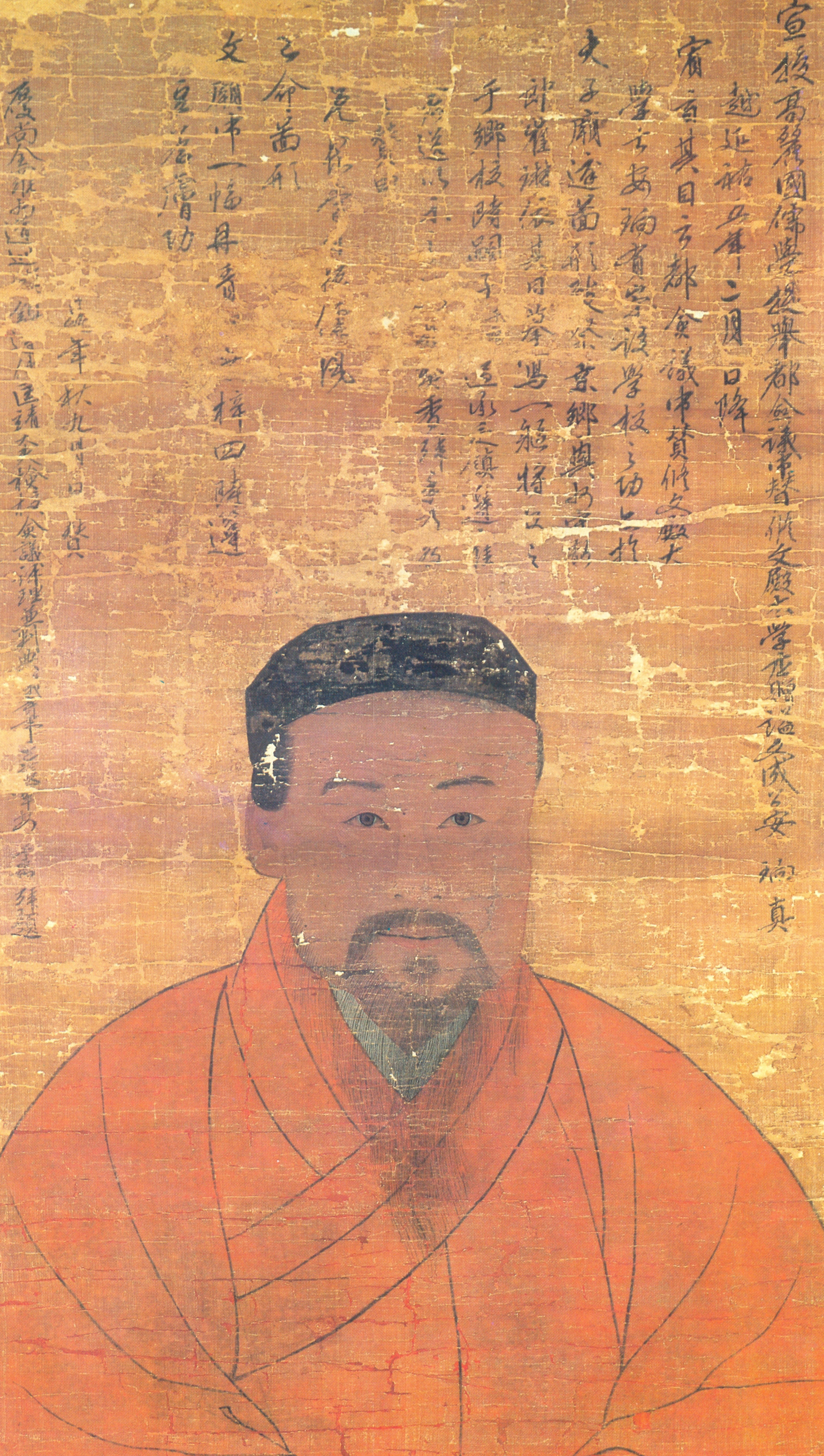
16. századi kép An Hjangról.

Cshö Cshung a kor másik kiemelkedő tudósa, akit a koreai Konfuciusznak is hívnak. Konfuciánus iskolákat alapított és jól működő oktatásrendszert alakított ki Korjóban.
A második időszak egyik kiemelkedő alakja Kim Busik (hangul: 김부식, handzsa: 金富軾, RR: Kim Bu-sik; 1075-1151), akinek vezetésével készült el 1145-ben a Szamguk szagi. A több kötetből álló írás a konfucianizmus fejlődését is jól mutatja.
Kim Busik mellett U Thak (hangul: 우탁, handzsa: 禹倬, RR: U Tak; 1263-1342) is ismert tudós volt, aki a Változások Könyvéhez (Ji-csing; kínaiul: 易經, pinjin: Yì jīng) készített kommentárokat, melyek a későbbi generációra is hatottak. I Gjubo (hangul: 이규보, handzsa: 李奎報, RR: Yi Kyu-bo; 1168-1241) pedig a kor egyik legismertebb konfuciánus írója.
A tudósok tevékenységei segítettek a koreaiaknak megfigyelni az országuk fejlődését belsőleg és nemzetközi szinten is. Amikor a 13. században a neokonfuciánus gondolatok elérték Koreát, az emberek készen álltak meglátni a család értékét, a szigorú etikát, a társadalmi elkötelezettséget, a drasztikus reformokat, az intézmények és gazdaság átalakítását.
Annak, hogy 1267-ben Korjó mongol fennhatóság alá került, nem csak negatív következményei voltak. A koreaiak igyekeztek kapcsolatokat kialakítani az új kínai vezetéssel, s ennek eredményeként An Hjangnak (hangul: 안향, handzsa: 安珦, RR: An Hyang; 1243-1306) lehetősége nyílt a koreai tudósok közül elsőként felfedeznie a híres neokonfucianista Csu Hszi (kínaiul: 朱熹, nyugaton: Zhu Xi; 1130-1200) gondolatait és tanításait.

### Csoszon (1392–1910)
Csoszon (hangul: 조선, handzsa: 朝鮮, RR: Joseon; 1392–1897) kiemelkedően fontos a koreai konfucianizmus tekintetében. A dinasztikus ideológia a konfuciánus tanításokon alapult, a buddhizmust pedig szinte teljesen háttérbe szorították, amely Korjó hivatalos vallása s filozófiája volt. Így tehát Csoszon volt az első olyan koreai állam, amelyet elsősorban a konfuciánus gondolatok uraltak.
Az első Csoszon király, Thedzso (hangul: 태조, handzsa: 太祖, RR: Thaejo; 1392-1398) hatalomra lépésekor Menciusz (kínaiul: 孟子, nyugaton: Men-ce; i.e. 372–i.e. 289) gondolatait tükrözve már egy teljesen konfuciánus gondolattal átitatott beszédet mondott el. Tartalma az volt, hogy, ha az emberek nem bíznak meg többé a királyban, s nem engedelmeskednek neki, akkor az Ég is elfordul az uralkodótól. Ha pedig ez megtörténik, le kell váltani a királyt, hiszen már az Égiek sem támogatják őt.
A dinasztia másik korai, s meghatározó királya Szedzsong (hangul: 세종대왕, handzsa: 世宗大王, RR: Sejong daewang; 1418-1450) volt. Regnálása alatt jött létre a híres koreai írásrendszer, a hangul (hangul: 한글, nyugaton: hangeul), illetve több konfuciánus akadémia. Szedzsong körbevette magát tanácsadókkal és értelmiségiekkel, valamint létrehozott egy tudományos tanácsot is.

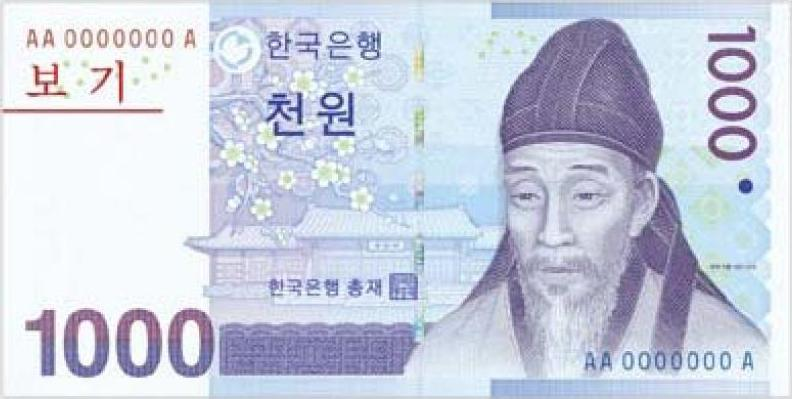
Thögje (I Hvang) az 1000 wonos bankjegyen.

Koreában a 15-16. században már erős hatást gyakoroltak a neokonfucianizmus gondolatai a tudósokra és értelmiségiekre. A század kiemelkedő filozófusai Thögje/I Hvang (hangul: 퇴계/이황, handzsa: 退溪/李滉, RR: Thoegye/Yi Hwang; 1501-1570) és Julkok/I I (hangul: 율곡/이이, handzsa: 栗谷/李珥, RR: Yulgok/Yi I; 1536-1584) voltak. Az ő idejük alatt élte virágkorát a csoszoni konfucianizmus, s sok koreai tudós lépett nyomdokaikba.
A neokonfuciánus gondolatok elterjedése eredményezte a silhak (hangul: 실학, handzsa: 實學, RR: Silhak) mozgalom létrejöttét, amely számos területet magába foglal. Céljuk a társadalom megváltoztatása, és legfőképpen az alsó osztálybeli emberek életének javítása volt. A silhak egyik legkiemelkedőbb alakja Taszan (hangul: 다산, handzsa: 茶山, RR: Dasan; 1762-1836) volt, aki minden konfuciánus tanítást elvetett, amely Konfuciusz ideje után jött létre.
Később, a 19. században egyre jobban próbáltak teret nyerni Koreában a nyugati országok. Több katolikus és protestáns misszionárius iskola nyílt meg, ahol a nyugati kultúráról, tudományokról, illetve a kereszténységről tanulhattak a diákok. A nyugati befolyásnak pedig sem a konfucianizmus, sem a neokonfucianizmus követői nem örültek, s ennek hatására létrejött a  tonghak (hangul: 동학, handzsa: 東學, RR: Donghak), amely felváltotta a silhakot. Első számú személye Cshö Dzseu (hangul: 최제우, handzsa: 崔濟愚, RR: Choe Je-u; 1824-1864) volt, aki arra hivatkozott, hogy a konfucianizmus szándéka az önművelés, amely közelebb viszi az embert az Éghez. Eltökélt szándéka volt a társadalmi stabilitás létrehozása, emellett a konfuciánus tanításokat próbálta jobban elterjeszteni, s még zenei formába is öntötte azokat, hogy az írástudatlan parasztok is könnyebben meg tudják tanulni a tonghak tanításait.
A tonghak irányzathoz szorosan kapcsolódik az 1894-ben kitört Tonghak-lázadás (avagy az 1894-es „parasztháború”), amely a nyugati kultúra befolyása ellen irányult. A lázadók több gazdag földesurat, kereskedőt és külföldit is megöltek. Végül 1895-ben leverték a lázadást.

### Napjaink konfucianizmusa
Bár Csoszon ideje alatt a konfucianizmus volt a kultúra és a társadalom központja, ma egyik sem domináns, még a kereszténység sem, amely egyre nagyobb teret hódít a félsziget déli részén, s egyre több hívőt szerez meg magának.
A konfucianizmus azonban mai napig felfedezhető a koreai gondolkodásmódban és társadalmi szerepekben, s beépült a gazdasági fejlődésbe is. Ma több, mint 200 szent hely, és számos akadémia található Korea szerte. Habár sok ember vallja magát buddhistának, kereszténynek vagy sámánistának, mindenki egy bizonyos szinten konfuciánus. A gondolatai mai napig megmaradtak és olyan helyeken nyilvánulnak meg, mint például az otthon, a munkahely, az iskola, vagy éppen a kormányzat. A koreai szokások szerint a fiatalnak tisztelni kell az idősebbet, a gyermeknek a szüleit, a feleségnek a férjét, a menynek az anyósát, a diáknak a tanárát. A tradíció előírása szerint a családtagoknak szorgalmasan be kell tartaniuk a családban elfoglalt helyükre kiosztott szerepet, s a gyerekek már fiatalon megtanulják, hogy az életük nem csak az övék, hanem a családjuké is, a döntéseket ezért a család együtt hozza meg. Ezek a hagyományok a konfucianizmusból erednek.

## Kiemelkedő konfuciánus iskolák

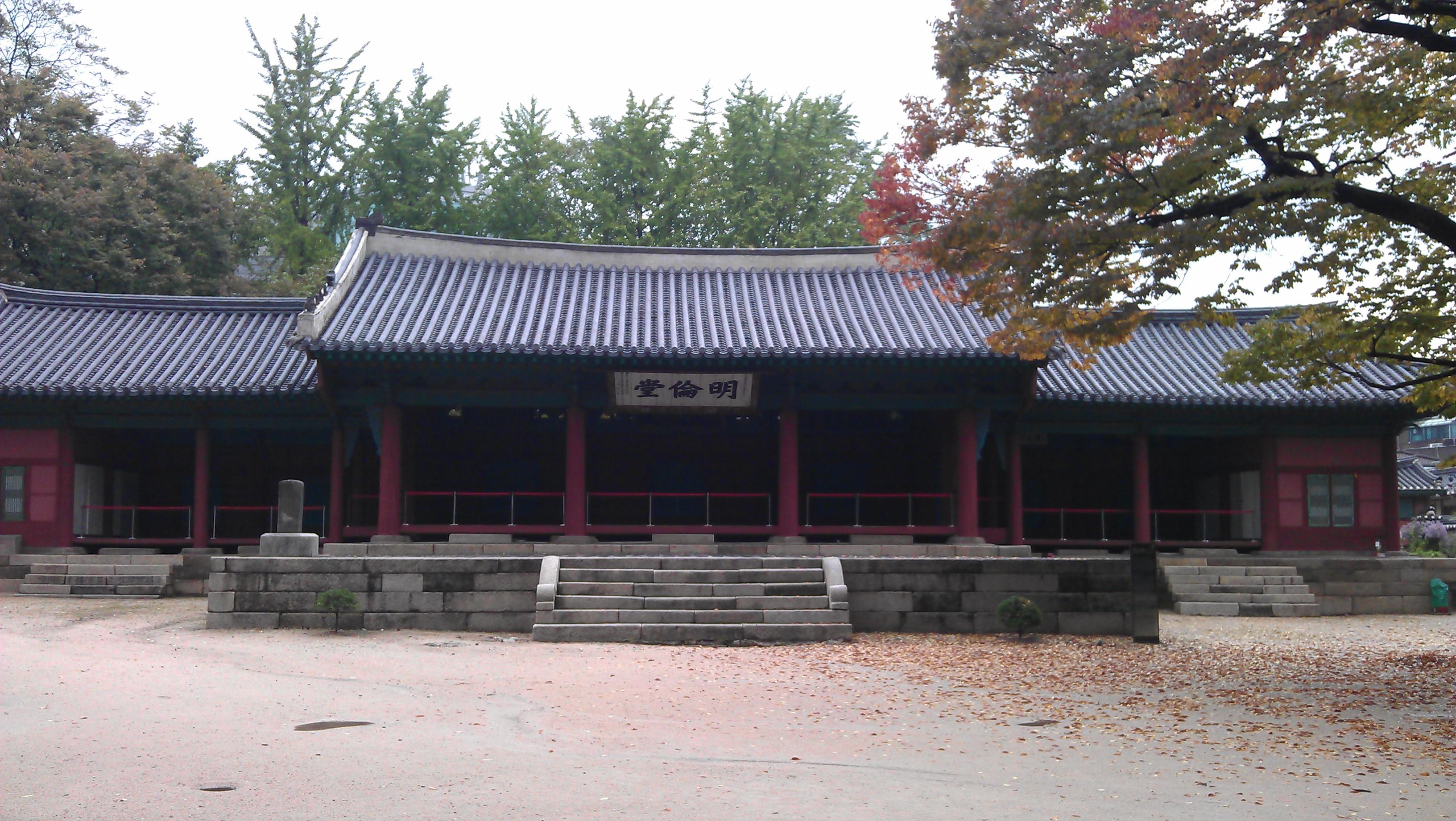
A Szonggjungvan akadémia előadóterem.

Az 1398-ban épült Szonggjungvan (hangul: 성균관, handzsa: 成均館, RR: Seonggyungwan) volt az első királyi akadémia, ahol az ország vezetőit oktatták, itt készültek fel a jelöltek a köztisztviselői vizsgákra. Olyan tudósok tanultak a Szonggjungvanban, mint Thögje vagy Julgok.
A Kjudzsanggak (hangul: 규장각, handzsa: 奎章閣, RR: Gyujanggak) Csongdzso király (hangul: 정조, handzsa: 정조, RR: Jeongjo; 1776-1800) idején épült 1776-ban, és itt tanult Taszan. Nem csak akadémia volt, hanem egyben terjedelmes könyvtár is, mely körülbelül 81 ezer koreai és 67 ezer kínai kötetet tartalmazott. Ezeket a könyveket ma a Koreai Nemzeti Múzeum területén újjáépített Kjudzsanggakban tartják.
Több híres privát akadémiát, szovont is alapítottak, például a Szoszu szovont (hangul: 소수서원, handzsa: 紹修書院, RR: Sosu seowon) Phunggiban, amely 1550-ben nyerte el a király engedélyét, s melynek többek között Thögje volt az egyik vezetője. A másik híres, ám kisebb akadémia a Toszan szovon (hangul: 도산서원, RR: Dosan seowon) volt, amely Andong közelében jött létre Thögje alapításában. Több ilyen szovon épült kisebb hegyek vagy folyók közelében, ami miatt a tanulás légköre teljesen eltért a fővárosbelitől.

## Konfuciánus művek

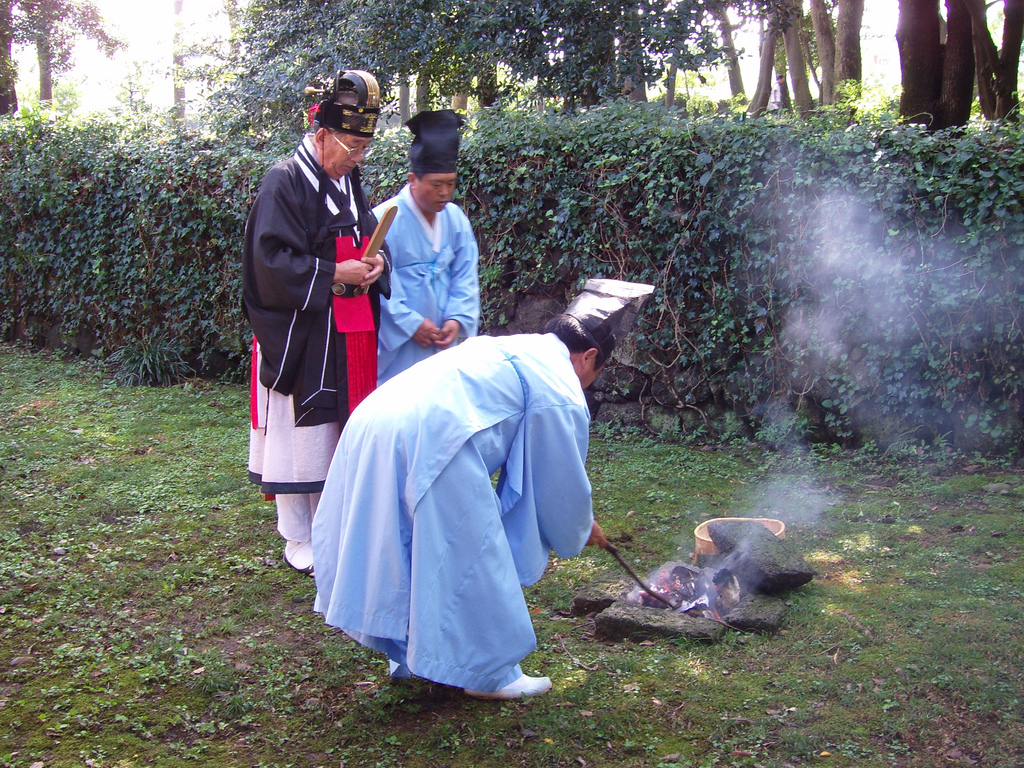
Konfuciánus rituálé Csedzsun

Koreában a klasszikus konfuciánus írások a sok háború, tűzeset ellenére is viszonylag nagy számban fennmaradtak. Legtöbbjüket a Csongdzsui Csikcsi Múzeumban őrzik.
A klasszikus konfuciánus írások közül a Tavaszok és őszök krónikája (kínaiul: 春秋, pinjin: Chūnqiū) maradt fenn 1420-ból, vagy éppen az Átfogó tükör a kormányzás támogatására (kínaiul: 資治通鑑, pinjin: Zīzhì Tōngjiàn, magyaros: Cecse Tongcsean) 1436-ból.
Az írások mellett festmények is maradtak fent, elsősorban a 15-16. illetve a 18-19. századokból. Ezek jól mutatják a koreai társadalmi változásokat, az emberek szokásos tevékenységeit, illetve képet adnak a silhak gondolatok hatásáról is.
A koreai konfucianizmus azonban nem csak elméleti tanításokkal támogatta a koreai kultúrát, hanem a technológia és gyakorlati tudományok fejlődését is elősegítette. Már Szedzsong király uralkodása is tudományos fejlődésekben volt gazdag. Ismerték a napórát, az árnyékvető oszlopot, amellyel az év hosszúságát mérték, illetve a csapadékmérőt is.
A 17-18. században a konfuciánus tudósok egy részét érdekelte a nyugati tudomány. Teleszkópokat készítettek, valamint armilláris gömböket, hogy fejlesszék asztronómiai tudásukat. Taszan lebegő hidat építtetett a Han folyó fölé, hogy a király azon tudjon átkelni. Darut is tervezett, amely Szuvon várának építésekor fontos eszköz volt.